# Maison Ostrogski
Pour les articles homonymes, voir Ostrogski.
 (novembre 2023).
Si vous disposez d'ouvrages ou d'articles de référence ou si vous connaissez des sites web de qualité traitant du thème abordé ici, merci de compléter l'article en donnant les références utiles à sa vérifiabilité et en les liant à la section « Notes et références ».
La maison Ostrogski, ou Ostrojski, est une famille noble russo-polonaise éteinte d'origine ruthène. C'était la plus grande famille princière ruthène de la république des Deux Nations. Elle s'est éteinte en ligne féminine en 1662.

## Histoire

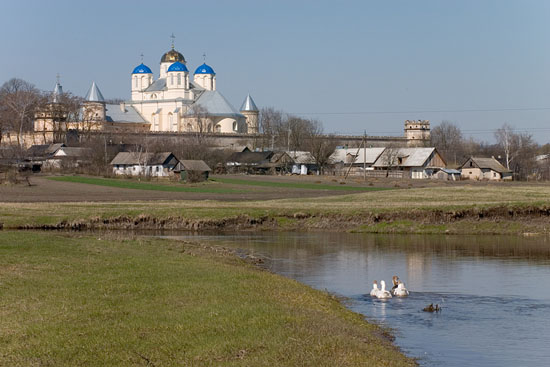
Monastère orthodoxe près d'Ostroh, patronné par les Ostrogski

Les Ostrogski sont censés descendre de Riourik par Sviatopolk II de Kiev, dont le fils et petit-fils régna dans la ville de Touraw dans ce qui est aujourd'hui la Biélorussie. Les terres de la famille Ostrogski en Volhynie, Galicie et Podolie comprenaient 24 villes, 10 bourgs et plus de 100 villages. Les plus importants d'entre eux étaient les villes d'Ostrog, Korets et Zaslaw. En 1386, le prince Feodor Ostrojski reçut du roi Ladislas II Jagellon une charte qui le confirma dans la possession du château d'Ostroh et du voisinage.
Le plus notable parmi ses descendants est le prince Constantin Ostrogski, qui battit la grande-principauté de Moscou à la bataille d'Orcha en 1514. Contrairement à d'autres magnats ruthènes, les Ostrogski refusèrent longtemps de renoncer à l'orthodoxie pour le catholicisme et ont obstinément soutenu la religion de leurs ancêtres, l'ouverture d'écoles et l'impression de livres en langue ruthène. Constantin Ostrogski est enterré dans la laure des Grottes de Kiev. Son fils Konstanty Wasyl Ostrogski (1526-1608) établit l'académie d'Ostrog, où la première Bible dans une langue slave, connue sous le nom de Bible d'Ostrog, a été imprimée par Ivan Fiodorov.
Le fils de Constantin, Janusz Ostrogski (en) (1554-1620), converti au catholicisme, construisit un grand palais à Varsovie. Sa fille Anna Alojza Ostrogska (en) (1600-1654) était l'un des derniers membres de la famille. Son mari était un grand général de Pologne, Jan Karol Chodkiewicz.
Les biens de la maison Ostrogski passèrent à la famille Zasławski (en), qui s'éteignit elle-même en 1682. Leurs biens immenses passèrent à la maison Lubomirski. Un litige concernant la succession du duché d'Ostroh a continué jusqu'à l'incorporation de la Pologne dans l'Empire russe, à la fin du XVIIIe siècle.

## Personnalités
- Danylo Ostrozky (en) (? - après1366), fondateur de la famille Ostrogski.
- Feodor Ostrogski (en) (1360-1446), gouverneur de Volhynie.
- Konstanty Iwanowicz Ostrogski (1460-1530), grand hetman de Lituanie, voïvode de Trakai, castellan de Vilnius
- Ilia Ostrogski (en) (1510-1539), staroste de Bratslav
- Konstanty Wasyl Ostrogski (1526-1608), maréchal de Volhynie, voïvode de Kiev.
- Elizaveta Ostrogska (1539-1582), épouse de Dymitr Sanguszko (pl), puis de Łukasz III Górka (pl), puis de Siemion Olelkowicz Slutski
- Janusz Ostrogski (en) (1554-1620), voïvode de Volhynie, castellan de Cracovie.
- Katarzyna Ostrogska (en) (1560–1579), épouse de Krzysztof Mikołaj Radziwiłł
- Aleksander Ostrogski (1571-1603), voïvode de Volhynie
- Zofia Ostrogska (1595–1662), épouse de Stanisław Lubomirski.
- Anna Alojza Ostrogska (en) (1600-1654), épouse de Jan Karol Chodkiewicz.
- Katarzyna Ostrogska (1602–1642), épouse de Tomasz Zamoyski.

## Famille Zasławski-Ostrogski
- Władysław Dominik Zasławski-Ostrogski (vers 1616-1656), voïvode de Sandomierz
- Aleksander Janusz Zasławski-Ostrogski (vers 1650-1682), dernier duc Ostrogski-Zasławski.
- Teofilia Ludwika Zasławska (en) (1650-1709), épouse de Dymitr Jerzy Wiśniowiecki, puis de Józef Karol Lubomirski

## Hommage
En 2017, une exposition sur la famille a eu lieu à la Laure des Grottes de Kiev. Elle souligne la destinée à la fois européenne et ukrainienne de la famille. Dans le contexte du conflit avec la Russie depuis 2014 (annexion de la Crimée et guerre dans le Donbass), la réhabilitation muséographique de cette famille à la fois anti-moscovite et fidèle à l'orthodoxie est caractéristique de la redéfinition de l'identité ukrainienne.[réf. nécessaire]